# Sydsverige
Sydsverige är de sydligaste delarna av Sverige. Vilka landskap som räknas in i området varierar. De landskap som alltid ingår i regionen är Skåne och Blekinge. Ibland räknas även Småland och Öland in. Det är dock vanligt att man använder benämningen för Skåne, Blekinge, södra Halland, södra Småland samt (helt eller delvis) Öland. Det bör då noteras att Sydsvenska höglandet ligger huvudsakligen i den norra halvan av Småland.
Inom internationell statistik är Sydsverige ett av Sveriges åtta riksområden och omfattar då Blekinge län och Skåne län.
Det finns ett samarbete mellan de sex södra regionerna i Sydsverige, Regionsamverkan Sydsverige, sedan 2016. Målsättningen är att skapa en grund för ökad tillväxt i Sydsverige i ekonomiskt, ekologiskt, kulturellt och socialt hänseende. Medlemmar i föreningen Regionsamverkan Sydsverige är Region Blekinge, Region Halland, Region Jönköpings län, Region Kalmar län, Region Kronoberg och Region Skåne. I dessa sex regioner bor 2,7 miljoner invånare vilket representerar 26% av Sveriges befolkning. Samarbetet fokuserar på regionala utvecklingsfrågor såsom arbetsmarknadsfrågor och bredband, infrastrukturplanering och kollektivtrafik samt kultur.